# Lahnhöhenweg

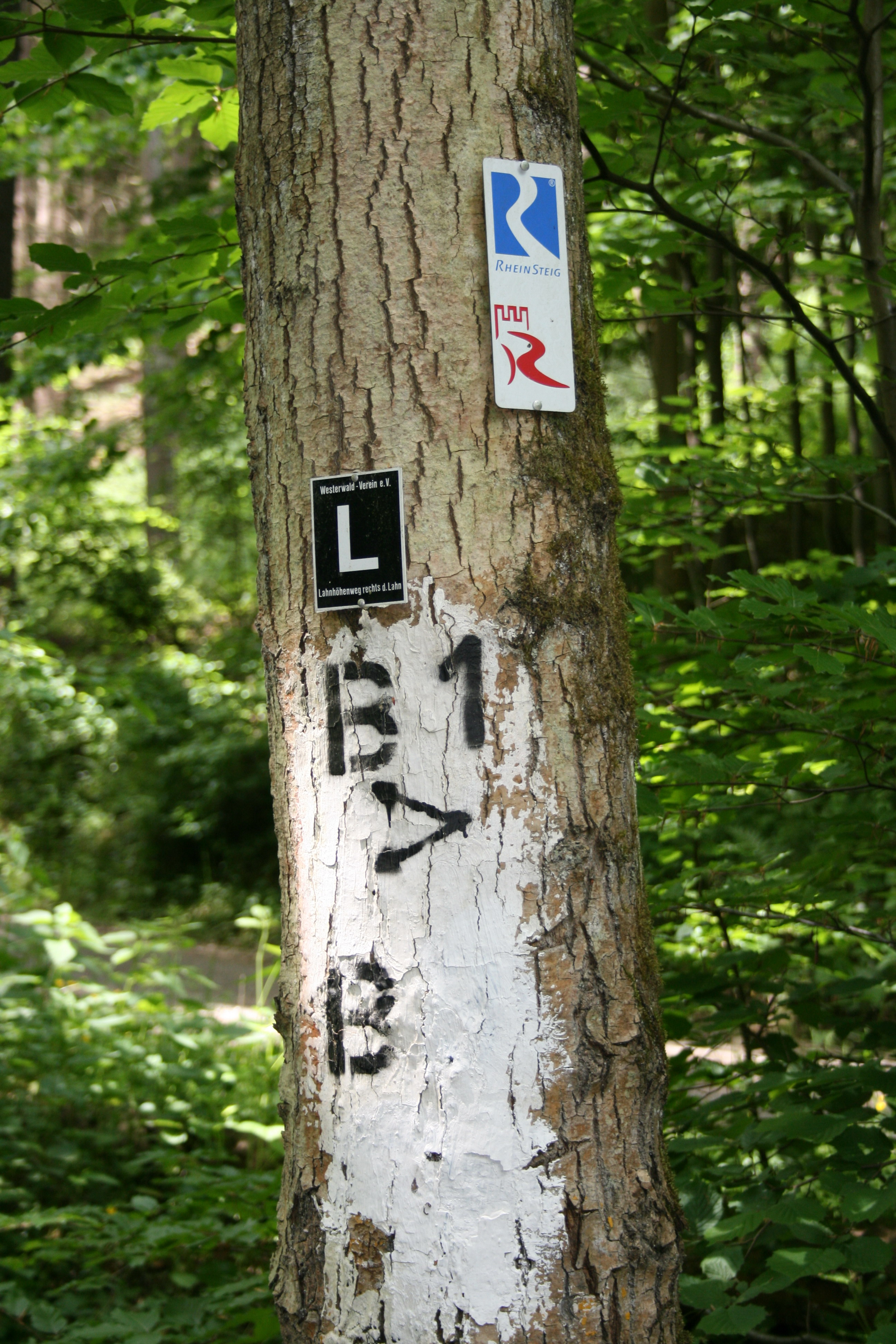
Markierung entlang des Lahnhöhenwegs

Der Lahnhöhenweg ist ein 295 km langer Fernwanderweg von der Quelle der Lahn bis zur Mündung in den Rhein bei Lahnstein. Die Betreuung auf dem Abschnitt von Wißmar bis Lahnstein liegt für den Zweig rechts der Lahn beim Westerwaldverein und für den Zweig links der Lahn beim Taunusklub. Der Lahnhöhenweg ist mit dem Buchstaben L als Wegzeichen gekennzeichnet.
Der Weg führt von der Lahnquelle bei Netphen über  Dautphetal und Marburg, wo er gemeinsam mit dem Lahn-Dill-Bergland-Pfad geführt wird. Ab Wetzlar bestehen lahnabwärts zwei Wegführungen. Die nördliche Wegführung verläuft abschnittsweise durch den Westerwald und ist mit einem weißen L auf schwarzem Grund markiert. Die südliche Wegführung verläuft abschnittsweise durch den Taunus und ist mit einem schwarzen L auf weißem Grund markiert. Bei Burg Lahneck in Lahnstein schließlich wird der Rhein erreicht. Dort kreuzt der Lahnhöhenweg den Rheinhöhenweg und den Rheinsteig.
Am Unterlauf der Lahn ist der linksseitige Lahnhöhenweg in leicht gekürzter Fassung ab Marburg auch als Jakobsweg ausgewiesen. Der sogenannte Lahn-Camino wird ab Wetzlar als Jakobsweg lahnabwärts ausgewiesen, er wurde erst in jüngerer Zeit als Pilgerweg zugänglich gemacht und ist ab Wetzlar entsprechend ausgeschildert.
Zwischen der Lahnquelle und Niederlahnstein (Lahnmündung) ist aus Teilen der beiden Lahnhöhenwege der Lahnwanderweg erstellt worden.